# Tetrallus fenyesi
Tetrallus fenyesi är en skalbaggsart som beskrevs av Max Bernhauer 1905. Tetrallus fenyesi ingår i släktet Tetrallus och familjen kortvingar. Inga underarter finns listade i Catalogue of Life.